# Candidate for Goddess
Candidate for Goddess (女神候補生, Megami Kōhosei) est un manga de Yukiru Sugisaki publié en France par Ki-oon. Il a été adapté en anime de 12 épisodes en 2000 par le Studio Xebec sous le nom de Pilot Candidate. Un treizième épisode est sorti en 2002 sous la forme d’OAV. La série d’anime a été distribuée en France par Beez.
Le manga comporte 5 volumes, mais la série est en pause depuis 2001.

## Synopsis
L’histoire se passe en 5030. Presque mille ans se sont écoulés depuis la crise des systèmes (Lost Property) en 4088, qui a abouti à la destruction de quatre systèmes planétaires, ne laissant qu’une seule planète habitable, Zion. L’humanité est alors forcée de vivre dans des colonies spatiales. Depuis la dernière planète est constamment attaquée par des formes de vie extraterrestre nommée des « Victim ». Pour stopper les extraterrestres et permettre d’aller sur Zion, l’humanité a développé des armes humanoïdes spatiales, les « Ingrids », également appelée des « Déesses ». Au G·O·A (Goddess Operation Academy), les jeunes sont formés pour piloter des Ingrids. Chacun des pilotes a un pouvoir spécial appelé EX, qui peut se traduire par un certain nombre de compétences ou de capacités, telles que celle d’arrêter le temps ou de se déplacer à une vitesse extrême. La période durant laquelle un jeune peut contrôler une Déesse est limité et des remplaçants doivent être trouvées après un certain temps.

## Personnages

### Aspirants pilotes
Zero Enna (ゼロ・エンナ (苑名 零), Enna Zero)
- Seiyū (anime) : Yukimasa Obi
- numéro de candidat : 88
- âge : 15 ans
- groupe sanguin : EO
- taille : 156 cm
- poids : 48 kg

Zero (qui s’écrit avec le kanji « Rei » représentant le nombre 0) a perdu son père quand il était très jeune et a été élevé par sa mère sur une colonie lointaine. Enthousiaste et optimiste à l’extrême, Zero cache ses craintes et refuse d’être déprimé. Sa personnalité simple et optimiste énerve parfois (souvent) les autres. Un peu borné, il n’est pas le plus intelligent candidat, mais il peut rivaliser avec les meilleurs d’entre eux. Zéro manque d’expérience en pilotage et ne maîtrise pas encore son EX. Son Repairer est Kizna Towryk.
Clay Cliff Fortran (クレイ・クリフ・フォートラン, Kurei Krifu Fōtoran)
- Seiyū (anime) : Hiroyuki Yoshino
- numéro de candidat : 89
- âge : 14
- groupe sanguin : EO
- taille : 159 cm
- poids : 53 kg

Le cerveau du groupe, Clay est arrivé à la G·O·A pas pour être un pilote, mais afin d’étudier et d’apprendre. Intéressé par des sujets nombreux et variés, son slogan est « très intéressant ». Son Repairer est Saki Mimori.
Hiead Gner (ヒイード・グナー, Hiīdo Gunā)
- Seiyū (anime) : Susumu Chiba
- numéro de candidat : 87
- âge : 15
- groupe sanguin : EO
- taille : 160 cm
- poids : 52 kg

Orphelin de guerre et contraint à subir de nombreuses épreuves, Hiead a une haine féroce pour ceux élevés dans le confort. Froid et impassible en apparence, il n’accorde pas sa confiance à n’importe qui ou n’importe quoi, surtout à Zero. Ces deux rivaux partagent les mêmes capacités EX. Son Repairer est Ikhny Allecto.
Erts Virny Cocteau (アーツ・ウィルニー・コクト, Ātsu Wirunī Kokuto)
- Seiyū (anime) : Kenji Nojima
- numéro de candidat : 05
- âge : 14
- groupe sanguin : EO
- taille : 156 cm
- poids : 47 kg

Orphelin depuis tout petit et forcé d’entrer dans le G·O·A, Erts est doux et n’aime pas se battre. Ses notes sont très bonnes et Il est ami avec Zero. Erts a un frère aîné qui est pilote d’Ingrid, Ernest Cuore.
Yamagi Kushida (ヤマギ・クシダ, Yamagi Kushida)
- Seiyū (anime) : Akio Suyama
- numéro de candidat : 86

Autre aspirant pilote, au caractère assez marqué lui aussi. Son Repairer est Tukasa Kuscha.
Roose Sawamura (ルズ・サワムラ, Ruzu Sawamura)
- Seiyū (anime) : Yoshimichi Oumoto
- numéro de candidat : 85

Candidat un peu rondouillard, il est forcé par son Repairer, Wrecka Toesing, à faire un régime strict. Il revient peu de temps après, méconnaissable avec 15 kg en moins.
Force Wartlliam (フォース・ウォートリアム, Fōsu Wōtoriamu)
- Seiyū (anime) : Nobuyuki Tanaka
- numéro de candidat : 01

Sure La Card
- numéro de candidat : 02

Yoshino Sakaragi
- numéro de candidat : 03

Aracd Narocke (アラクド・ナロック, Arakudo Narokku)
- Seiyū (anime) : Akira Ishida
- numéro de candidat : 04

Cain Fisher
- numéro de candidat : 13

Pilote de Pro-Ing qui d’après une légende apparaitrait parfois mystérieusement lors des entrainements. Le nom de son Repairer qui s’affiche sur l’écran lorsqu’il apparaît est Lana Rilein.

### Aspirantes Repairer
Kizuna Towryk (キズナ・トゥリーク, Kizuna Turīku)
- Seiyū (anime) : Miki Nagasawa
- numéro de candidat : 16
- âge : 15
- groupe sanguin : OX
- taille : 154 cm

Le Reperair personnel du Pro-Ing piloté par Zero. Kizna veut être l’égal de Zero, et pas inférieure à lui. Parfois, Kizna parle comme un homme, mais à cause de sa personnalité rationnelle, les autres filles de son groupe de mécaniciennes se tournent vers elle. Elle a les doigts habiles et est un excellent mécanicien. Elle aime vraiment les choses douces. Kizna a des oreilles de renard artificielle parce que dans son enfance, elle a eu un accident qui a endommagé ses oreilles (Kitsune signifie renard).
Ikhny Allecto (イクニ・アレクト, Ikuni Arekuto)
- Seiyū (anime) : Rie Kugimiya
- numéro de candidat : 15

Timide et apparemment peu confiante en elle-même, Ikhny est douée pour les réparations et cherche à être acceptée par Hiead au point de saboter le Pro-Ing de Zero.
Tukasa Kuscha (ツカサ・クーシャ, Tsukasa Kūsha)
- Seiyū (anime) : Yuri Amano
- numéro de candidat : 17

Reperair de Yamagi Kushida.
Wrecka Toesing (レッカ・トーシング, Rekka Tōshingu)
- Seiyū (anime) : Rika Wakusawa
- numéro de candidat : 20

Repairer de Roose Sawamura.
Saki Mimori (サキ・ミモリ, Saki Mimori)
- Seiyū (anime) : Chiemi Chiba
- numéro de candidat : 22

Repairer de Clay Cliff Fortran.
Kyoko Farley (キョウコ・ファーリィ, Kyouko Fārī)
- Seiyū (anime) : Chiyako Shibahara

Yukine Simmons (ユキネ・シモンズ, Yukine Shimonzu)
- Seiyū (anime) : Yumi Kakazu

Rome Lotte (ロミ・ロット, Romi Rotto)
- Seiyū (anime) : Akiko Kimura

### Pilotes d’Ingrids
Teela Zain Elmes (ティーラ・ザイン・エルメス, Tīra Zain Erumesu)
- Seiyū (anime) : Yuri Amano
- âge : 15
- groupe sanguin : EO
- taille : 156 cm
- poids : 42 kg

Ingrid : Ernn Laties
Technicienne : inconnue
La meilleure des cinq déesses et le seul pilote féminin. Fidèle à sa mission, la capacité de combat est Teela effroyablement élevé. Presque parfaite, il y a des moments où on ne sait pas trop ce qu’elle pense. À la recherche la perfection, elle ne veut pas ressentir les émotions de la vie quotidienne. Son aspect extérieur n’a guère changé depuis qu’elle a sauvé Zero il y a dix ans, mais on ne sait pas pourquoi. Toujours le top des pilotes, Teela a deux EX. L’un est la même capacité que Zero, l’autre est la capacité de contrôler les autres Ingrids.
Gareas Elidd (ガルイース・エリッド, Garuīsu Eriddo)
- Seiyū (anime) : Wataru Takagi
- âge : 18
- groupe sanguin : EO
- taille : 176 cm
- poids : 65 kg

Ingrid : Eeva Leena
Technicienne : Leena Fujimura
Numéro 2 des cinq déesses, il est chargé d’attaquer. Quand il est de bonne humeur, Gareas a une force incomparable ; par contre, quand il ne l’est pas, il n’arrive à rien. Il n’aime pas Teela (depuis qu’elle a pris son poste en tant que meilleur pilote). Fort, colérique et violent, il a une façon désagréable de parler et d’agir et il ignore constamment les ordres. Gareas est un coureur de jupons qui est toujours en concurrence avec Rio. C’est le plus ancien des pilotes, il est d’une constitution relativement forte. Malgré leurs grandes différences, Gareas est un bon ami d’Ernest.
Rioroute Vilgyna (リオリート・ウィルジナ, Riorīto Wirujina)
- Seiyū (anime) : Kōichi Tōchika
- âge : 18
- groupe sanguin : EO
- taille : 168 cm
- poids : 57 kg

Ingrid : Agui Keameia
Technicienne : Philphleora Deed
Rio est ce qu’on appelle un imbécile heureux, même s’il a une personnalité plutôt arrogante. Mais il est le pilote le plus doux et le plus facilement ému. Assez dragueur, il est toujours en compétition avec Gar. Il semble frivole, mais il aime secrètement son Repairer, Philphleora. Rio reconnaît Teela comme le leader. Rio est en forme et tonique. Il est le quatrième d’une grande famille. Son petit frère, qui est aussi du groupe sanguin EO, devrait bientôt entrer à la G·O·A.
Yu Hikura (ユウ・ヒクラ (緋座 優), Yuu Hikura)
- Seiyū (anime) : Akira Ishida
- âge : 16
- groupe sanguin : EO
- taille : 160 cm
- poids : 48 kg

Ingrid : Tellia Kallisto
Technicienne : Kazuhi Hikura
Il est généralement calme et impassible, mais Yu a très forte volonté. Comme Gar, il est également chargé d’attaquer. En raison de son jugement calme, les autres pilotes ont une grande confiance en lui (ses compétences sont également exceptionnelles). Il a un visage assez jeune et le teint pâle, et un petit gabarit. Il y a une rumeur comme quoi lorsqu’il était à la G·O·A, il faillit tuer son instructeur. Lorsque sa colonie natale a été attaque par Giseisha, lui et sa sœur Kazuhi ont été secourus par les cinq précédentes Déesses. Pour lui, la chose la plus précieuse est sa famille : sa petite sœur.
Ernest Cuore (アーネスト・クォーレ, Ānesuto Kuōre)
- Seiyū (anime) : Tsutomu Kashiwakura
- âge : 17
- groupe sanguin : EO
- taille : 170 cm
- poids : 59 kg

Ingrid : Luhma Klein
Technicienne : Tune Youg
Il est docile et gentil avec le monde, mais il a un côté complexe qui fait que bien qu’il se sente seul, il aime sa solitude. Avec sa politesse, et sa manière prudente de parler, Ernest est toujours le médiateur si quelque chose arrive entre les candidats. Son EX est la télépathie, ce qui lui a causé des soucis pour fréquenter d’autres personnes. Mais après avoir rencontré Gar à G·O·A, il a commencé à voir les choses positivement. Ernest n’aime pas son EX et se demande souvent pourquoi il l’a. Au combat, il utilise son EX pour soutenir les Ingrids afin qu’ils puissent se battre à 120 % de leur puissance, tout en étant chargé des opérations. C’est le grand frère d'Erts Virny Cocteau.

### Repairer
Leena Fujimura (リーナ・フジムラ, Rīna Fujimura)
- Seiyū (anime) : Yumi Kakazu
- âge : 18
- groupe sanguin : AA

Repairer de Gareas Elidd.
Philphleora Deed (フィルフレイラ・ディード, Firuforeira Dīdo)
- Seiyū (anime) : Tomoe Hanba
- âge : 17
- groupe sanguin : OX

Repairer de Rioroute Vilgyna.
Tune Youg (チューン・ユーグ, Chūn Yūgu)
- Seiyū (anime) : Yuri Shiratori
- âge : 14
- groupe sanguin : AB

Repairer d'Ernest Cuore
Kazuhi Hikura (カズヒ・ヒクラ(緋座 一妃), Kazuhi Hikura)
- Seiyū (anime) : Ayako Kawasumi
- âge : 15
- groupe sanguin : OX

Repairer de Yu Hikura.

### Personnel de la G·O·A
Azuma Hijikata (アズマ・ヒジカタ, Azuma Hijikata)
- Seiyū (anime) : Keiji Fujiwara

Instructeur de première cycle. Pilote d’origine, il est au sommet de la hiérarchie enseignante de l’académie. C’est un gros fumeur.
Dr. Rill Croford (リル・クロフォード, Riru Kurofōdo)
- Seiyū (anime) : Mami Koyama

Le médecin de la G·O·A, aussi fumeur, s’occupe de soigner les blessures des candidats.
Dr. Clow Leevord (Dr.クロウ, Dr. Kurou)
- Seiyū (anime) : Norio Wakamoto

Homme mystérieux.
Principal (校長, Kouchou)
- Seiyū (anime) : Masahiko Tanaka

### Autre
Narrateur
- Seiyū (anime) : Mami Koyama

## Liste des chapitres
| no | Japonais       | Japonais      | Français        | Français          |
| no | Date de sortie | ISBN          | Date de sortie  | ISBN              |
| --- | -------------- | ------------- | --------------- | ----------------- |
| 1 | octobre 1997   | 4-84-703254-3 | 26 avril 2007   | 978-2-915513-53-0 |
| Personnage en couverture : ZeroListe des chapitres : Mythe 00 : Zero Mythe 01 : Hasard Mythe 02 : Si Mythe 03 : Me voilà Mythe 04 : Combat Mythe 05 : no 88 |                |               |                 |                   |
| 2 | juillet 1998   | 4-84-703288-8 | 28 juin 2007    | 978-2-915513-65-3 |
| Personnage en couverture : KizunaListe des chapitres : Mythe 06 : Point faible Mythe 07 : Le ciel seul le sait Mythe 08 : Il n’y a aucune limite Mythe 09 : En vie Mythe 10 : Z-M Mythe 11 : Envol Le 13ePro-Ing 1re partie                                                              |                |               |                 |                   |
| 3 | mai 1999       | 4-84-703312-4 | 23 août 2007    | 978-2-915513-77-6 |
| Personnage en couverture : TeelaListe des chapitres : Mythe 12 : À quoi rêves-tu ? Mythe 13 : Coloration d’alerte Mythe 14 : À la vie, à la mort Mythe 15 : Exécution Mythe 16 : Inconnu Le 13e Pro-Ing 2e partie                                                                        |                |               |                 |                   |
| 4 | février 2000   | 4-84-703338-8 | 14 février 2008 | 978-2-915513-83-7 |
| Personnage en couverture : ErtsListe des chapitres : Mythe 17 : Dans l’eau Mythe 18 : Derniers adieux Mythe 19 : Ma chère vieille maison Mythe 20 : Bonne chance Mythe 21 : Requiem Mythe 22 : Condition idéale Preview du tome 5 Le 13e Pro-Ing 3e partie Aspirantes repairer de Déesse |                |               |                 |                   |
| 5 | novembre 2001  | 4-84-703421-X | 29 mai 2008     | 978-2-915513-91-2 |
| Personnage en couverture : ClayListe des chapitres : Mythe 23 : Présage Mythe 24 : Appât Mythe 25 : Je n’oublierai jamais Mythe 0X : Planète H2O |                |               |                 |                   |

## Liste des épisodes
| No            | Titre français     | Titre japonais   | Titre japonais | Date de 1re diffusion  |
| No            | Titre français     | Kanji            | Rōmaji         | Date de 1re diffusion  |
| ------------- | ------------------ | ---------------- | -------------- | ---------------------- |
| Curriculum 00 | Connexion          | 接続             | Setsuzoku      | 10 janvier 2000        |
| Curriculum 01 | Alignement         | 同調             | Douchou        | 17 janvier 2000        |
| Curriculum 02 | EX                 | EX               | EX             | 24 janvier 2000        |
| Curriculum 03 | Conscience         | 自覚             | Jikaku         | 31 janvier 2000        |
| Curriculum 04 | Partenaire         | パートナー       | Pātonā         | 7 février 2000         |
| Curriculum 05 | Combinaison        | コンビネーション | Konbinēshon    | 17 février 2000        |
| Curriculum 06 | PRO ING            | PRO-ING          | PRO-ING        | 21 février 2000        |
| Curriculum 07 | Bataille terrestre | 陸戦             | Rikusen        | 28 février 2000        |
| Curriculum 08 | La mort            | 死               | Shi            | 6 mars 2000            |
| Curriculum 09 | Un rêve            | 夢               | Yume           | 13 mars 2000           |
| Curriculum 10 | Jalousie           | 妬み             | Natemi         | 20 mars 2000           |
| Curriculum 11 | Dérive             | 濁流             | Dakuryuu       | 27 mars 2000           |
| Curriculum 12 | Camarade           | 仲間             | Nakama         | Cet épisode est un OAV |

## Musique
Thème d’ouverture :
- Vise Zion, la planète de l’espérance ! (希望の星(ZION)をめざせ!, Zion wo Mezase!?)
- Composition et arrangement par Tomoyuki Asakawa

Thème de fin :
- Chance (チャンス, Chansu?) : Curriculum 01 à 11
- Paroles par Kyouko Tomita
- Composition par Koizumi Kouhei
- Arrangement par Zawa Ono
- Chant par Koizumi Kouhei
- Chatoyant (かがやき, Kagayaki?) : Curriculum 12
- Paroles par Akira Okeya
- Composition et arrangement par Tomoyuki Asakawa
- Chant par Koizumi Kouhei